# Plantations et huileries de Côte d'Ivoire
Plantations et huileries de Côte d'Ivoire ( PHCI ) est une entreprise créée en 1959 et installée à Dabou, en Côte d'Ivoire. Sa principale activité est l'exploitation des plantations de palmier à huile et dans cette perspective, elle fabrique et commercialise l'huile de palme. Depuis 1992, la société PHCI pratique l'analyse systématique des régimes de palme à l'entrée de son huilerie de Cosrou.
La variété de palmier à huile exploitée par l'entreprise est l'Elaeis guineensis, une plante africaine originaire du golfe de Guinée. En Côte d'Ivoire les premières plantations industrielles de palmier à huile ont été créées dans les années 1920-1926 par l'Union tropicale des plantations (UTP) et la Société des plantations et huileries de Bingerville (SPHB). Le titre PHCI est coté à la Bourse régionale des valeurs mobilières (BRVM) d'Abidjan.